# Mattias Göransson (ishockeyspelare)
Mattias Göransson, född 10 mars 1995 i Grums, Värmland, är en svensk professionell ishockeyspelare som för närvarande spelar för Färjestad BK i SHL.

## Spelarkarriär
Göranssons moderklubb är Grums IK. Inför säsongen 2011/2012 inledde han spel i Brynäs IF och studier vid hockeygymnasiet i Gävle. Efter avklarade studier flyttade han till den amerikanska juniorishockeyligan USHL där han representerade Tri-City Storm. Han blev sedan antagen på UMass Lowell på college.
Inför säsongen 2019/2020 skrev han på ett tvåårskontrakt med Leksands IF i SHL. Han skrev på ett tvåårskontrakt med Färjestad BK i april 2021.